# Грохочення

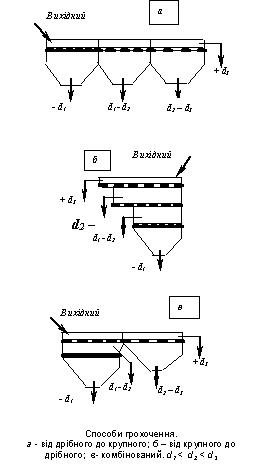
Способи грохочення

Грохочення — процес розділення сипучого матеріалу за крупністю на просіювальних (просіюючих) поверхнях. Син. — грохотіння (рідко).

## Види грохочення
- За технологічним призначенням розрізняють Г.:

п о п е р е д н є (виділення крупних грудок з рядового матеріалу, які не можуть прийматися збагачувальними апаратами або потребують окремої обробки, наприклад, породовибірки), п і д г о т о в ч е (одержання машинних класів), о с т а т о ч н е (самостійна операція для отримання на вуглесортувальнях різних сортів палива, яке направляють безпосередньо споживачу) та
д о п о м і ж н е (для видалення дріб'язку перед дробленням).
Крім того, є Г. з н е в о д н ю в а л ь н е — видалення основної маси води, яка міститься у оброблюваному матеріалі, наприклад, у продуктах мокрого збагачення, а також виділення суспензії, знешламлення.
- В залежності від середовища, в якому здійснюють операцію Г. розрізняють сухе і мокре Г.

- За послідовністю виділення класів крупності розділяють Г.:

1) від крупних до дрібних;
При грохоченні за схемою «від крупного до дрібного» сита розташовують одне під одним. Верхнє сито має більші отвори, нижнє — дрібні. Переваги такої схеми грохочення: компактне розташування сит, при якому менше зношуються дротові сита в результаті попереднього відсівання крупних класів; підвищення ефективності грохочення дрібних класів і зменшення подрібнення крупних класів. Недоліки — незручність контролю стану нижніх сит, їх ремонту і заміни, а також скупчене розвантаження отриманих класів.
2) від дрібних до крупних;
Схема грохочення «від дрібного до крупного» забезпечує добре спостереження за всіма ситами, зручну їх заміну, великий фронт розвантаження продуктів грохочення. До числа недоліків цієї схеми відносять: знижену ефективність грохочення дрібних класів, тому що крупні грудки частково перекривають найдрібніші отвори сит; швидкий знос сит із дрібними отворами, тому що вони розташовані на початку грохота, куди надходить уся маса вихідного матеріалу; підвищене подрібнення крупних класів.
3) комбіноване.
Комбінована схема грохочення за своїми перевагами і недоліками займає проміжне положення.
- За крупністю найбільших грудок у вихідному матеріалі і необхідних класів крупності розрізняють Г.:

- - крупне (до 1200 мм);

- - середнє (до 350 мм);

- - дрібне (до 75 мм);

- - тонке (до 10 мм);

- - особливо тонке (надтонке) Г. (до 0,045 мм).

Наведені межі крупності умовні. Розділення часток розміром 1 мм — 40 мкм здійснюють, як правило, класифікацією.

## Продукти грохочення
Продукти з точно визначеними розмірами зерен називаються класами. Крупність класів виражається в міліметрах і позначається числом зі знаком «+» або «–» (наприклад, + 50 мм; — 0,5 мм), а також двома числовими показниками, що позначають максимальний і мінімальний розміри зерен у даному класі (наприклад, 100 — 10 мм).
Матеріал, що залишився на ситі, називається надрешітним продуктом; матеріал, що пройшов через отвори сита, — підрешітним продуктом.

## Машини і пристрої для грохочення
Машини і пристрої для грохочення називаються грохотами. Матеріал, що надходить на грохочення, називається вихідним або живленням, а продукти грохочення класами крупності (сукупність частинок матеріалу, обмежених верхнім і нижнім розмірами).

## Застосування грохочення
Грохочення широко застосовується при переробці корисних копалин на збагачувальних фабриках і сортуванні, при виробництві будівельних матеріалів, в хімічній і інших галузях промисловості.

## Технологічні показники грохочення
Осн. технол. показники процесу Г. — ефективність та продуктивність, які пов'язані зворотною залежністю: при збільшенні продуктивності якість Г. знижується, і навпаки. Ефективність Г. залежить від тривалості розсівання, ґранулометричного і речовинного складу вихідного матеріалу, а також його вологості. Важливим фактором є геом. форма зерен матеріалу. Найсприятливіша — округла форма зерен. На технол. показники Г. впливають конструктивні і режимні параметри: конструкція сита, форма і розмір отворів, відношення довжини просіюючої поверхні до її ширини, рівномірність подачі матеріалу у часі, кут нахилу, частота і траєкторія коливань грохота.
При проектуванні збагачувальних фабрик розміри грохотів вибирають за орієнтовними усередненими показниками їхньої продуктивності. За основу розрахунку приймається продуктивність по вихідному матеріалу на 1 м3 площі сита при даному розмірі отворів. Конкретні умови грохочення ураховуються введенням ряду коефіцієнтів, що залежать від характеристики крупності вихідного матеріалу, ефективності грохочення, форми зерен, способу грохочення та ін.

### Ефективність грохочення
Ефективність грохочення — міра (ступінь) повноти виділення дрібного матеріалу від крупного при грохоченні. Ефективність грохочення являє собою вилучення нижнього класу в підґратний продукт.

## Фактори, що впливають на процес грохочення
Основні технологічні показники процесу грохочення — продуктивність грохота і ефективність процесу грохочення залежать від багатьох факторів, які можна розділити на дві групи:
- — фактори, що залежать від фізико-механічних властивостей вихідного матеріалу (гранулометричний склад матеріалу, його густина і вологість, вміст і склад глинистих домішок, наявність трудних зерен);
- — конструктивно-механічні фактори грохота (спосіб грохочення, рівномірність живлення, форма і розмір отворів просіювальної поверхні, кут нахилу короба, амплітуда і частота коливань).

Вплив гранулометричного складу. Просівання зерен нижнього класу сипкого матеріалу крізь сито складається з двох стадій: по-перше, зерна нижнього класу повинні пройти крізь шар зерен матеріалу, щоб досягти поверхні сита; по-друге, зерна нижнього класу повинні пройти крізь отвори сита. Здійсненню цих двох стадій відділення нижнього класу сприяє рух короба грохота. Коливання короба приводять матеріал в розпушений стан, звільняють отвори сита від зерен, що застряють, а також сприяють сегрегації (крупні зерна переходять у верхній шар, дрібні зерна — в нижній). Дрібні зерна легко проходять крізь отвори сита, але зерна близькі за розміром мають певні утруднення.
Практика грохочення показала, що зерна з діаметрами менше ¾ діаметра отворів сита легко проходять в проміжках між крупними зернами, досягають просіювальної поверхні і негайно провалюються крізь отвори. Такі зерна відносно процесу грохочення називають «легкими» (dл<0,75do). Зерна крупніше ¾ діаметра отворів сита важко проходять в проміжках між крупними зернами і крізь отвори сита. Трудність проходження зростає по мірі наближення розміру зерен до величини розміру отвору сита. Такі зерна відносно процесу грохочення називають «важкими» (0,75do<dв<do). Зерна, діаметр яких більше 1,5 діаметра отворів сита, суттєво не впливають на переміщення «легких» і «важких» зерен до просіювальної поверхні (dн>1,5do). Але якщо нижній шар матеріалу на ситі складається з зерен, що мають розмір від 1 до 1,5 діаметра отворів сита, процес проникнення «важких» зерен до просіювальної поверхні утруднюється і, крім того, ці зерна забивають отвори сита. При цьому зменшується площа живого перетину сита і знижується якість грохочення. Такі зерна відносно процесу грохочення називають «утруднюючими» (do<dy<1,5do).
Зі зменшенням вмісту в матеріалі «важких» і «утруднюючих» зерен ефективність процесу грохочення при інших рівних умовах підвищується.
Вологість вихідного матеріалу. Вода, що знаходиться в порах і тріщинах зерен, а також хімічно зв'язана на процес грохочення не впливає. Для грохочення має значення вміст зовнішньої вологи, яка вкриває поверхню зерен матеріалу плівкою. Зовнішня волога спричиняє злипання дрібних частинок між собою, налипання їх на великі грудки та замазування отворів сит. Наявність в матеріалі глини навіть при малій вологості значно утруднює процес грохочення. При грохоченні глинистих та в'язких матеріалів приймають спеціальні заходи: перед грохоченням глину відмивають або матеріал підсушують; застосовують мокре грохочення або підогрів сит.
Конкретні дані про вплив вологості на процес грохочення даного матеріалу можна отримати тільки на основі експериментальних робіт. Так, у разі грохочення кам'яного вугілля його розсів сильно утруднюється при вологості понад 6 %. Особливо сильно впливає вологість матеріалу при грохоченні дрібних класів на ситах з невеликими отворами (0,5; 6; 13 мм). Дрібні класи мають найбільшу вологість внаслідок їх порівняно великої питомої поверхні. Зовнішня волога в матеріалі, а також наявність глинистої компоненти спричиняє злипання дрібних частинок між собою, налипання їх на великі грудки і замазування отворів сит в'язким матеріалом. Все це перешкоджає розшаруванню матеріалу за крупністю на ситі і утруднює проходження дрібних зерен через отвори, внаслідок чого вони залишаються в надрешітному продукті. При певному граничному вмісті вологи (8 — 12 %), який залежить від властивостей матеріалу і розміру отворів сита, ефективність грохочення різко падає .
Зі збільшенням вологості матеріалу понад 12 % рухливість зерен зростає і поступово настають умови для мокрого грохочення, тобто грохочення матеріалу з водою, яке і застосовують для обводнених продуктів.
Розміри поверхні грохочення. Продуктивність грохота майже прямо пропорційна ширині сита. Збільшення довжини підвищує імовірність проходження частинок крізь сито, збільшуючи ефективність грохочення. Довжина сита повинна бути у 2 — 3 рази більша від ширини сита.
Насипна густина і форма зерен. Продуктивність грохочення зростає по мірі збільшення насипної густини і наближення форми частинок до кулястої. Крім того, насипна густина матеріалів, які піддають розсіву, визначає вибір типу грохота: легкого (δ ≤ 1,4 т/м3), середнього (δ ≤ 1,8 т/м3) або важкого (δ ≤ 2,8 т/м3).
Форма отворів сита. У практиці грохочення застосовуються просіювальні поверхні з квадратними, щілинними, прямокутними і круглими отворами. Вибір форми отвору залежить від вимог до крупності продуктів грохочення і продуктивності грохота.
Круглі отвори в порівнянні з іншими формами того ж номінального розміру дозволяють отримати більш дрібний підрешітний продукт. Вважають, що максимальний розмір зерен, які проходять крізь квадратні отвори в 1,2 рази, а крізь прямокутні — в 1,4 рази більше максимального розміру зерен, які проходять крізь круглі отвори. При цьому найбільш широко використовуються сита з отворами квадратної форми внаслідок їх легкого виготовлення. Однак щілинні і прямокутні отвори мають переваги більшого живого перетину, меншої схильності до забивання. Для перфорованих поверхонь часто використовують круглі отвори, оскільки вони дають найбільш точне розділення.
Кут нахилу просіювальної поверхні. Кут нахилу просіювальної поверхні впливає на розмір зерна, що вільно проходить крізь отвори сита.
Вважають, що на похилому решеті віброгрохота отримують нижній продукт тієї ж крупності, що й на горизонтальному, якщо розмір отворів похилого решета більше розміру отворів горизонтального в 1,15 рази при куті нахилу 20о і в 1,25 рази при куті нахилу 25о.
Пропорційно зміні кута нахилу просіювальної поверхні змінюється продуктивність грохота і обернено пропорційно — ефективність грохочення та крупність нижнього продукту.
Товщина шару матеріалу на ситі. Існує оптимальна товщина шару матеріалу, при якій спостерігається максимальна швидкість грохочення. Для найбільш успішного грохочення вихідна товщина шару матеріалу на ситі не повинна перевищувати 3 — 4 кратних розміри отворів сита.
Швидкість руху зерен по просіювальній поверхні. Швидкість руху зерен матеріалу по просіювальній поверхні визначає продуктивність грохота як транспортного засобу.
Амплітуда і частота коливань короба. Амплітуда і частота коли-вань короба впливають на продуктивність і ефективність грохочення. Збільшення амплітуди і частоти коливань приводить до збільшення числа контактів зерен з просіювальною поверхнею, поліпшення умов самоочищення сита від зерен, що застряють в отворах, внаслідок чого збільшуються продуктивність і ефективність грохочення. Однак збільшення амплітуди і частоти обмежене механічною міцністю грохота.
При грохоченні крупного матеріалу приймають більші амплітуди і менші частоти, при грохоченні дрібного матеріалу — менші амплітуди і більші частоти.

## Цікаво
Схема грохочення «від крупного до дрібного» відома здавна і описана зокрема Георгіусом Агріколою в його відомому творі «De Re Metallica» («Про гірництво та металургію», 1556 р.):
"…робочий … звалює руду з уступу гори в спеціально прикріплений до нього особливий довгий ящик — жолоб, розпертий поперечними дошками і зверху відкритий. Рудний дріб'язок ковзає з висоти приблизно 150 футів в підставлений нижче короткий ящик. Дно цього короткого ящика складається з товстої мідної плити з безліччю отворів. Короткий ящик має з боків дві ручки, а зверху дві перехресні дужки з горіхових прутів. Розбирач піднімає в повітря наповнений рудою короткий ящик за допомогою залізного гака і каната, підв'язаного до суку дерева або поперечного бруса, прикріпленого до стовпа, і потім багато разів притягує ящик до себе і відпускає його, сильно при цьому ударяючи ним об дерево або стовп. Внаслідок цих ударів рудний дріб'язок випадає крізь отвори мідного дна короткого ящика. По іншому похилому довгому ящику просіяна дрібна руда зісковзує в інший короткий ящик, дно якого має ще вужчі отвори. Цей другий короткий ящик інший разбірник точно таким же чином розгойдує, ударяючи ним об дерево або об стовп, внаслідок чого крізь дно цього ящика просіваються ще більш дрібні частинки руди. Далі по третьому довгому ящику вони зісковзують в третій короткий ящик, дно якого має зовсім вузькі отвори. Третій розбірник подібним же прийомом вдаряє цей третій короткий ящик об дерево чи об стовп, внаслідок чого крізь дно цього ящика просіваються найдрібніші зерна руди. Вони, потрапляють на промивальні полиці. "